# 佛羅里達 (印第安納州)
佛羅里達（英語：Florida）是位於美國印第安納州麥迪遜縣的一個非建制地區。該地的面積和人口皆未知。